# Benz (Usedom)
Pour les articles homonymes, voir Benz.
Benz est une municipalité allemande du land de Mecklembourg-Poméranie-Occidentale et l'arrondissement de Poméranie-Occidentale-Greifswald.